# ユニバーサル (バレーボール)
ユニバーサル（英: universal）は、バレーボールのポジション名称の一つ。セッターの対角に配置されるオポジットの別称であり、ネット左右からのスパイクや時間差攻撃を担うとともに、積極的に守備やトスアップにも参加する選手を指す。

## 概要
セッターの対角に配置されるポジションは、リベロ採用以前の時代においては、状況に応じてセッターの代わりにトスアップを行うサブセッターないしは補助アタッカーとしての位置づけであった。例えば、新日鐵の辻合真一郎、富士フイルムの岩島章博、NKKの野村健二などのように、レシーブの能力に長け、機動力のある小型の選手がオポジットとして起用されるケースが多かった。また、女子においては現在においても新鍋理沙のようにネット左右からのスパイクを器用にこなし、守備力の高い選手がセッターの対角に起用される例が多い。こういった攻撃にも守備にもオールラウンドに活躍するオポジットの選手に対してユニバーサルという別称が与えられている（ユーティリティプレーヤーと呼ばれることもある）。ある意味で攻撃に特化したスーパーエース的なオポジットと区別するための用語であるといえる。
つくばユナイテッドSun GAIA所属時代の加藤陽一はチーム事情でセッターを務めることもあり、月刊バレーボールの選手紹介においてもポジションがユニバーサルと表記されていた。

## ユニバーサルとサーブレシーブ
攻撃的なオポジットは一般にサーブレシーブ（レセプション）を免除されるのに対し、守備を得意とするユニバーサルはサーブレシーブを任されることが多い。アウトサイドヒッターに守備が苦手な選手がいる場合、その選手に代わってサーブレシーブを担当する場合もあれば、2名のアウトサイドヒッター、リベロとともに第4のレシーバーとしてサーブレシーブを担うケースもある。また、ユニバーサルの選手がサブセッターとしてトスアップに参加するケースもある。守備的位置づけのユニバーサルは、バックアタックには参加しないことが多い。